# Estavana Polman
Estavana Polman (født 5. august 1992 i Arnhem) er en hollandsk håndboldspiller, der spiller for rumænske CS Rapid București i Liga Naţională. Hun kom til klubben i december 2022. Hun har tidligere optrådt for AAC Arnhem, VOC Amsterdam, SønderjyskE Håndbold, Team Esbjerg og Nykøbing Falster Håndboldklub.

## Karriere
Polman startede sin karriere i hjembyen i AAC Arnhem fra 2005 til 2010. Bagefter spillede hun i VOC Amsterdam i en enkelt sæson fra 2010 til 2011, hvor hun også deltog ved EHF Cup. Derefter flyttede hun til Danmark til divionsklubben SønderjyskE Håndbold. Efter allerede hendes første sæson i klubben rykkede SønderjyskE op til Damehåndboldligaen. Hun blev desuden kåret som årets bedste spiller i 1. Division i sæsonen 2011/2012. Hun har siden 2013 spillet for Team Esbjerg og vandt i 2016 sammen med resten af holdet DM-guld for første gang i klubbens historie; I 2019 spillede de sig igen til en DM-guld medalje. I august 2020, blev Polman før sæsonstart korsbåndsskadet, hvilket kostede hende deltagelsen i den danske liga, EHF Champions League sæsonen ud, samt EM 2020 i Danmark/Norge.
Polman har deltaget ved VM 2011 i Brasilien, VM 2013 i Serbien, men fik først sit helt store gennembrud ved VM 2015 i Danmark. Hun deltog også under Sommer-OL 2016 i Rio de Janeiro, hvor Holland opnåede en fjerdeplads, efter bronzenederlag til Norge. I 2016 vandt hun sin første EM-sølvmedalje ved EM 2016 i Sverige. Året efter ved VM i Tyskland, vandt Holland for første gang VM-bronze og selvsamme resultat opnåede holdet det efterfølgende år ved EM 2018 i Frankrig. Efter at have været kort skadet i september 2019, deltog Polman også ved VM 2019 i Japan, med den nye hollandske landstræner, franske Emmanuel Mayonnade. Holdet leverede det største resultat hidtil i hollandsk håndboldhistorie, da man havde kvalificeret sig til VM-finalen, hvor man slog Spanien med 30-29. Polman blev desuden kåret til VM-turneringens bedste spiller, bedste playmaker og Hollands andenmest scorende spiller i turneringen med 58 mål i 10 kampe.

## Privatliv
Hendes tvillingerbror Dario Polman spiller også håndbold. I Marts 2015 blev det bekendt at Estavana Polman danner par, med den tidligere hollandske fodboldspiller Rafael van der Vaart. Hun har tidligere dannet par med fodboldspilleren Mart Lieder.

## Meritter
- Danske mestre:
  - Guld: 2016, 2019, 2020
  - Sølv: 2015
- DHF's Landspokalturnering:
  - Guld: 2017
  - Sølv: 2011
  - Bronze: 2018
- EHF Cup:
  - Finalist: 2014, 2019